# Comuna Artiuhivka, Romnî
Artiuhivka (în ucraineană Артюхівка) este o comună în raionul Romnî, regiunea Sumî, Ucraina, formată din satele Artiuhivka (reședința), Liskivșciîna și Șumske.

## Demografie
Componența lingvistică a comunei Artiuhivka
     Ucraineană (98,46%)
     Rusă (1,54%)
Conform recensământului din 2001, majoritatea populației comunei Artiuhivka era vorbitoare de ucraineană (98,46%), existând în minoritate și vorbitori de rusă (1,54%).